# Heinrich Zille
Rudolf Heinrich Zille (10 de enero de 1858 - 9 de agosto de 1929) fue un dibujante y fotógrafo alemán.

## Biografía
Rudolf Heinrich Zille nació en Radeburg cerca de Dresde, hijo del relojero Johann Traugott Zill (Zille desde 1854) y de Ernestine Louise (de soltera Heinitz). En 1867, su familia se trasladó a Berlín, donde terminó sus estudios del colegio en 1872 y empezó a trabajar como aprendiz de litógrafo.
En 1883, se casó con Hulda Frieske, con la que tuvo tres hijos. Ella murió en 1919.
Zille es reconocido por sus (generalmente divertidos) dibujos, en los que capta los caracteres de la gente, especialmente "estereotipos", principalmente de Berlín y muchos de ellos publicados en el semanario satírico alemán Simplicissimus. 

## Obras
- Hurengespräche (Ilustraciones y Textos del año 1913, bajo el Pseudónimo W. Pfeifer normalmente)
- Winfried Ranke: Heinrich Zille. Fotografías Berlín 1890-1910, Schirmer/Mosel, Schaffhausen

## Ilustraciones

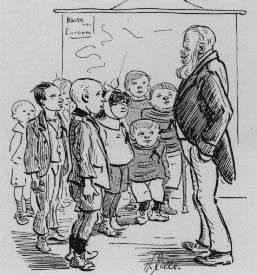
"Escuela", por Zille
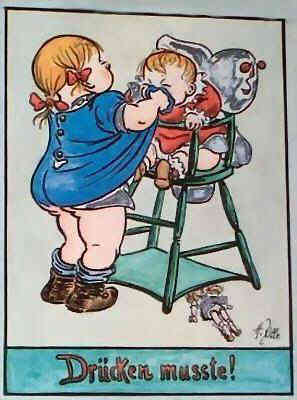
Drücken musste!
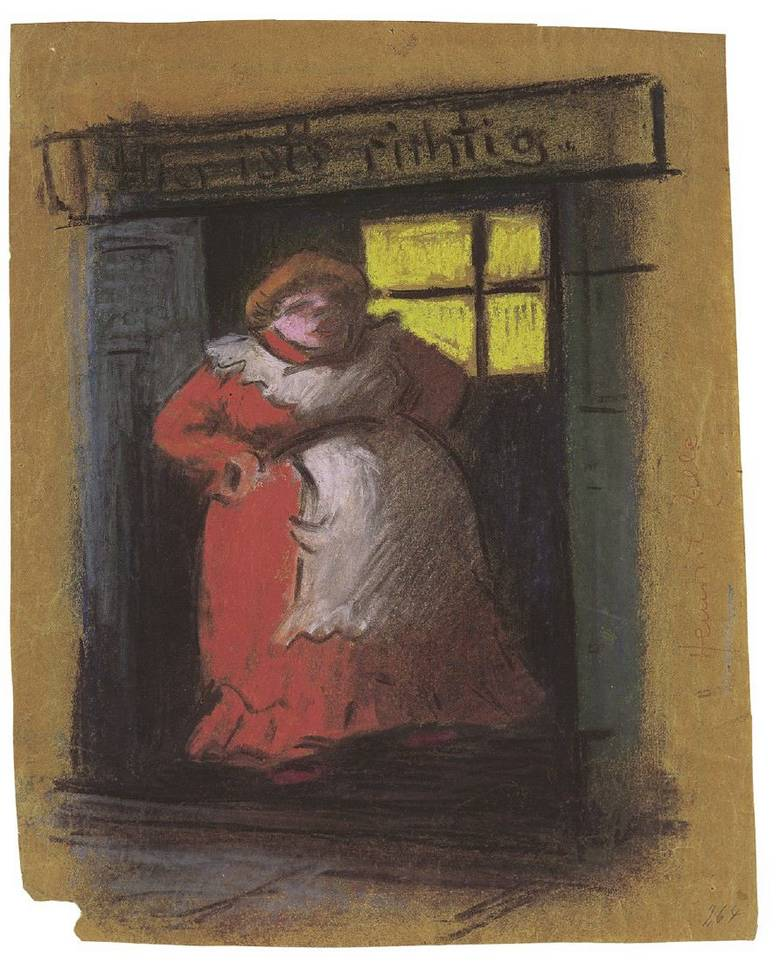
Hier ists richtig
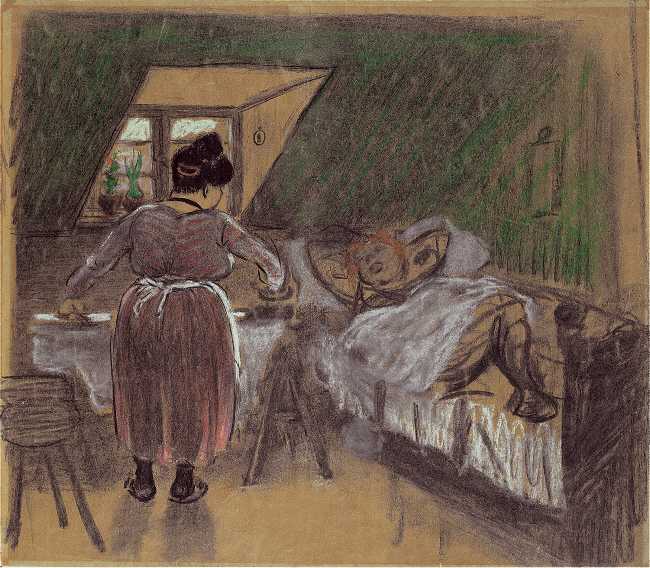
En el ático
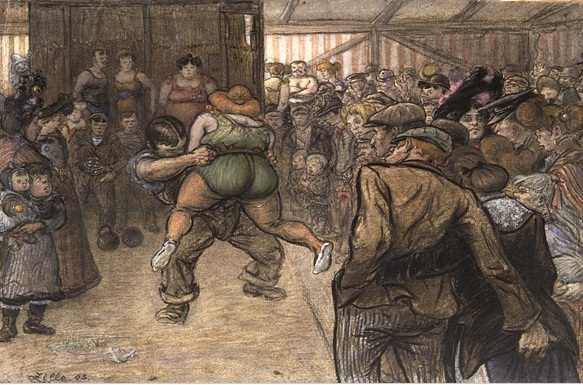
Combate de lucha libre en la cabina de la demostración

## Fotografías

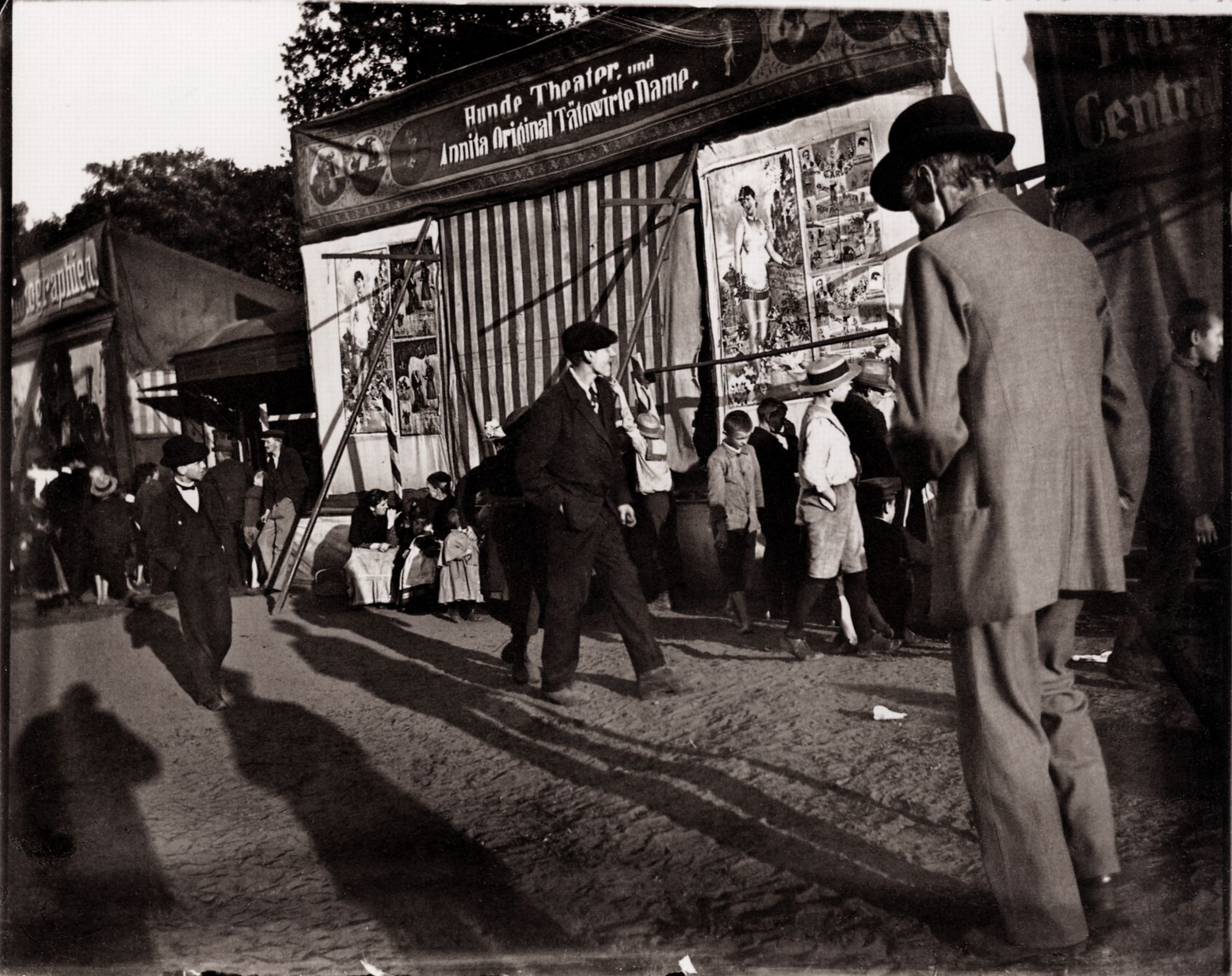
Teatro de los perros, Berlín.
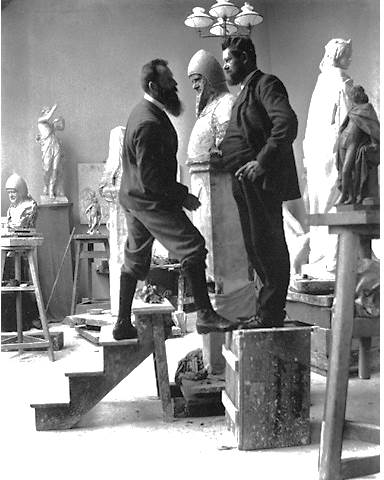
Autorretrato
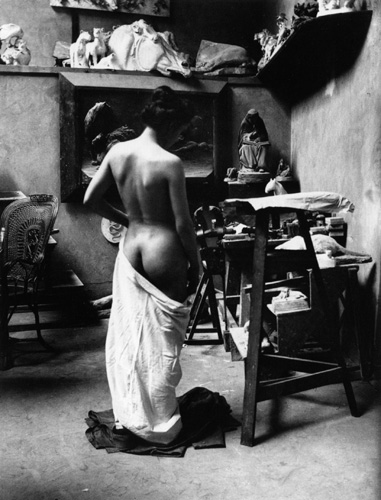
vista trasera
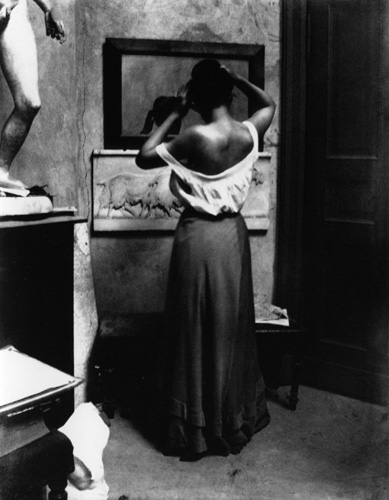
modelo
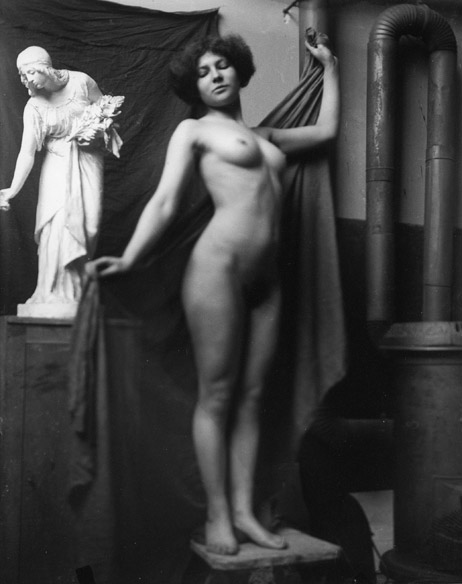
De pie desnuda en el estudio Augusta Heller, okolo 1900
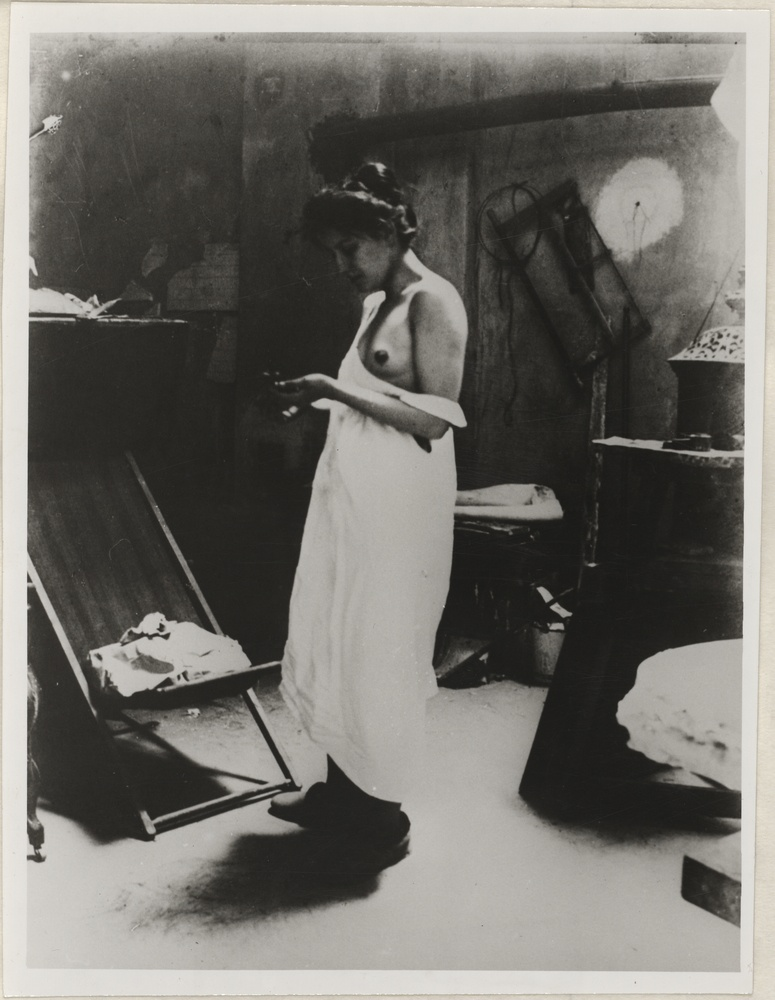
Desvestirse
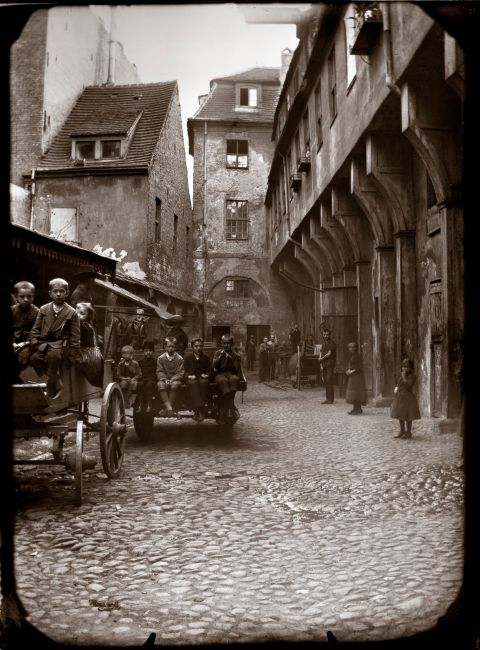
El tribunal de Kroegel, okolo 1900
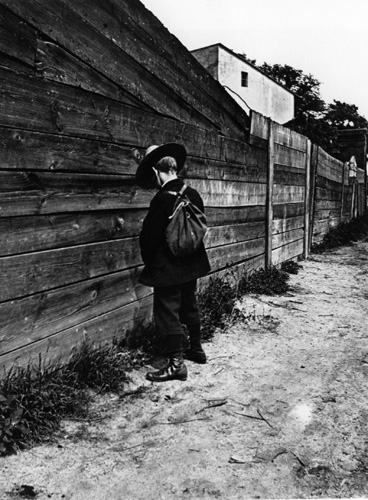
Deportes acuáticos
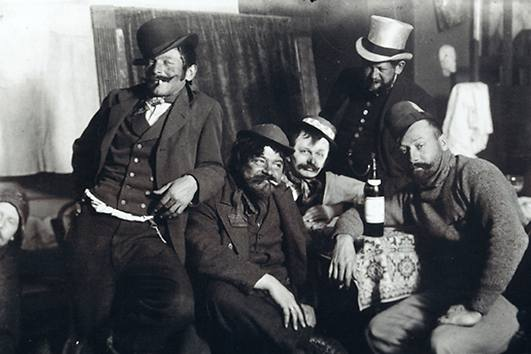
Atelierfest
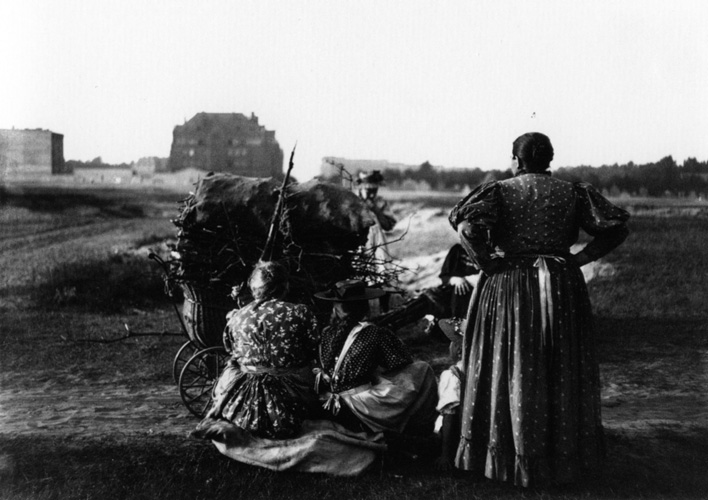
Recolectores de madera, 1898
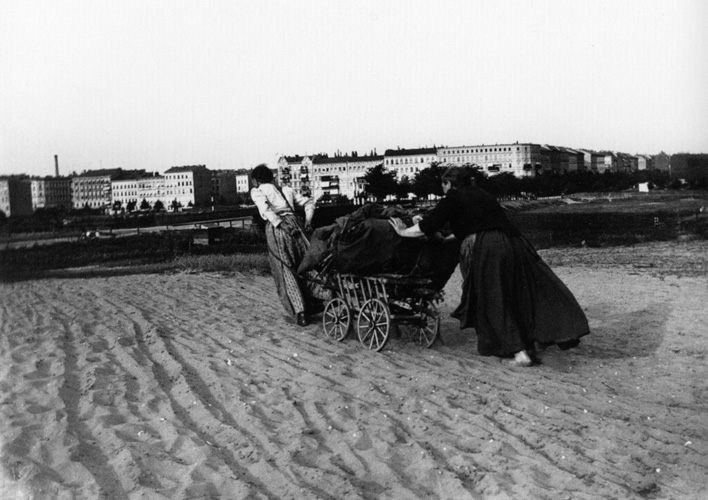
Recolectores de madera, 1898
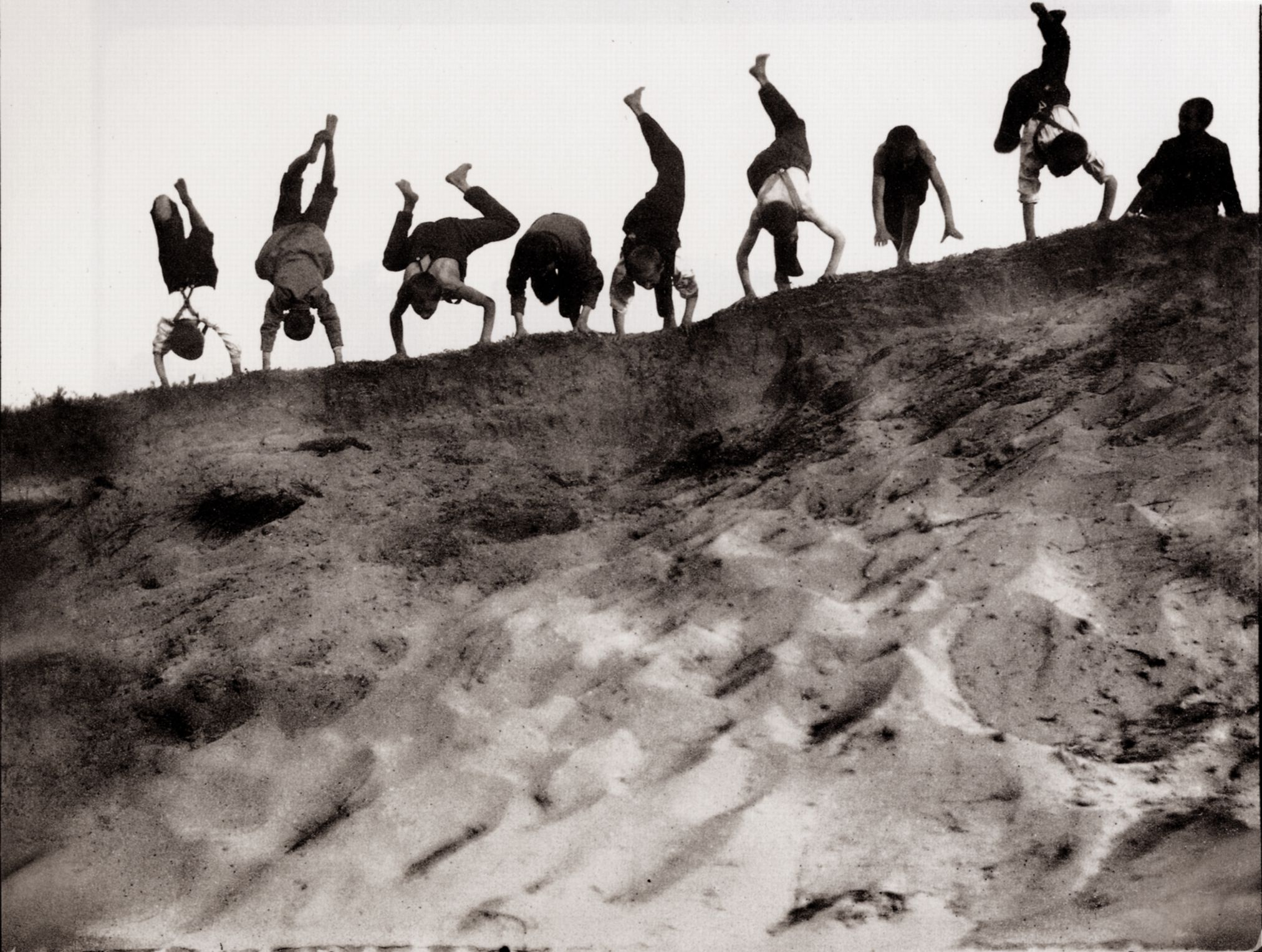
Apoyados de la mano, así 1900

Véase también: Mietskaserne, Adolf Damaschke